# Raymond Cafferata

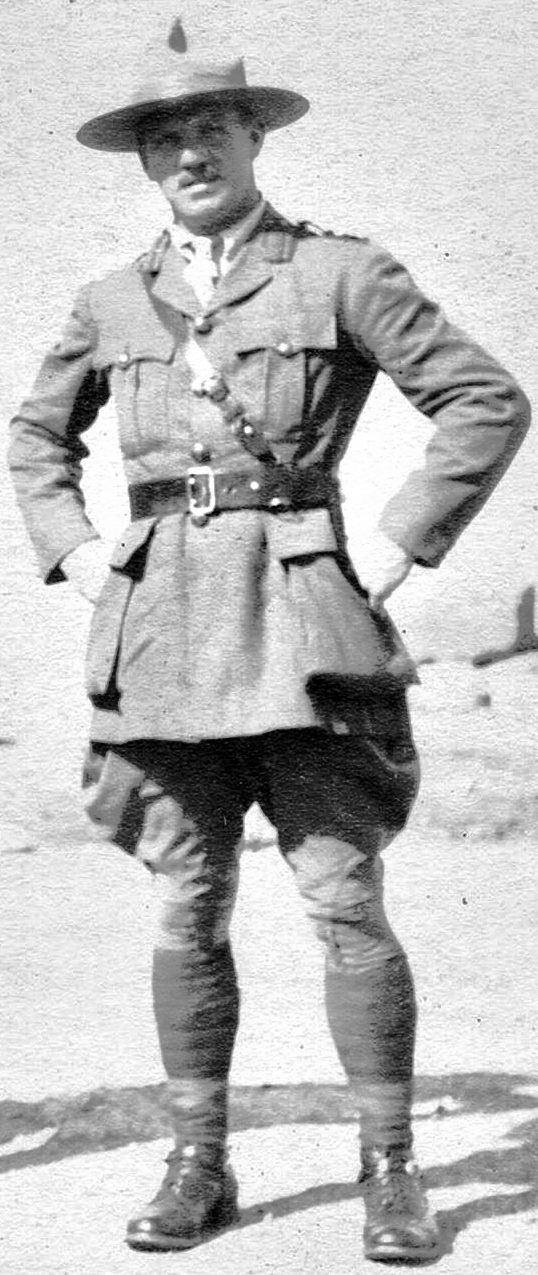
Raymond Cafferata (um 1926)

Raymond Cafferata (* 13. März 1897 in Liverpool; † 1. August 1966 in Birkenhead) war ein britischer Polizeiinspektor im britischen Mandatsgebiet Palästina. 
Er war der Polizeichef der Palestine Police in Hebron während des Massakers von Hebron (1929), bei dem ein arabischer Mob 67 Juden ermordete. Er tötete acht Randalierer, darunter mindestens einen arabischen Polizisten, der sich ebenfalls am Massaker beteiligt hatte.
1940 wurde er zum britischen Oberbefehlshaber im Distrikt Haifa ernannt. 
1944 verhörte und folterte er Asher Trattner, einen von den Briten gefangenen und bald darauf verstorbenen Terroristen der Irgun Zwai Leumi. Bei einer von ihm erzwungenen Durchsuchung des Kibbuz Givat Chaim wurden 1945 acht Juden getötet. Daraufhin war er 1946 Ziel eines Autobombenangriffs von Irgun Zvai Leʾumi, den er überlebte. Danach gab er alle operativen Funktionen auf. 
1948 kehrte er in seine Geburtsstadt Liverpool zurück. 1966 starb er an Leukämie.